# Distretto di Ōshima (Yamaguchi)
Il distretto di Ōshima (大島郡, Ōshima-gun?) è uno dei distretti della prefettura di Yamaguchi, in Giappone.
Attualmente fa parte del distretto solo il comune di Suō-Ōshima.
| Controllo di autorità | VIAF (EN) 134876638 · LCCN (EN) n81061254 · J9U (EN, HE) 987007564586205171 · NDL (EN, JA) 00398143 |